# Belle Vernon, Pennsylvania
Belle Vernon là một thị trấn thuộc quận Fayette, tiểu bang Pennsylvania, Hoa Kỳ. Năm 2010, dân số của thị trấn này là 1093 người.